# 野口雅子
野口 雅子（のぐち まさこ　1960年5月10日 - ）は、日本のアナウンサー。別名須賀雅子。
埼玉県飯能市出身。中央大学文学部卒業。TBSアナウンサー20期生。

## 略歴
1983年4月、TBSに入社。1990年10月、TBSを退社。

## 人物
学生時代からアナウンサーになることを夢見ていた。1983年4月、TBSにアナウンサー20期生として入社（同期には浦口直樹、有村かおり、牧嶋博子）。1990年10月、TBSを退社。
TBSを退職後は、TBSアナウンススクールの特別講師を18年間務める。朗読会や朗読イベントに出演。『Mako's話し方サロン』を主宰。弟がいる。父は駅長も務めていた西武鉄道の社員で、プロ野球は西武ライオンズファンでもあった。

## 出演番組
- 山田二郎の土曜だワッショイ（1983年、TBSラジオ）[7][8]
- JNNおはようニュース&スポーツ（1984年、TBSテレビ）[8]
- 歌謡アンナイト（1984年、TBSテレビ）[8]
- 街かどテレビ11:00（1984年、TBSテレビ）[7][8]
- グッドにゅ〜す（1985年、TBSテレビ）[8]
- 3時にあいましょう（1985年10月 - 1988年3月、TBSテレビ）[7][8][3]
- 大沢悠里のゆうゆうワイド（1987年、TBSラジオ）[7][8]
- HOTLINE（1988年3月28日 - 1990年3月30日、TBSテレビ）[8]
- テレポートTBS6（TBSテレビ）[7][8]